# Doris Day en andere Stukken
Doris Day en andere Stukken is een album van de Nederlandse popgroep Doe Maar, uitgebracht in maart 1982. Het was het derde studioalbum van de groep.

## Achtergrond
Na het onverwachte succes van Skunk, dook Doe Maar in november en december 1981 weer in de studio om nummers op te nemen voor hun nieuwe album. Een aantal nummers werd al gespeeld tijdens optredens en sloeg goed aan bij het publiek.
Vlak voor de opnames verliet drummer Carel Copier de band. Hij werd vervangen door de 20-jarige René van Collem, zoon van filmrecensent Simon van Collem.
Op Doris Day en andere Stukken stapte Doe Maar grotendeels af van het ska-principe en borduurde verder op melancholieke reggae-muziek. Volgens de groep was Doris Day en Andere Stukken een "plaat van dertigers voor dertigers". Veel liedjes behandelen dan ook zaken waar dertigers mee te maken hebben. Bijvoorbeeld vraagtekens bij het huwelijk worden behandeld in "Is dit alles", de verveling van het thuis zijn in "Doris Day" en de herinneringen aan school in "Nachtmerrie".

## Bezetting
- Henny Vrienten - basgitaar, zang
- Ernst Jansz - toetsen, zang
- Jan Hendriks - elektrische gitaar, zang
- René van Collem - drums, zang

Gastmusici:
- Joost Belinfante - bijgeluiden
- Peter Vincent - techniek

## Ontvangst
De elpee werd gematigd positief door de Nederlandse pop-pers ontvangen. Als single verscheen begin april 1982 "Doris Day". Het werd de eerste grote hit van de band en bereikte de 9e plaats in de Top 40. Door de publiciteit die hierdoor vrijkwam, verscheen de band steeds vaker in de media en begon de Doe Maar-hype zijn vorm aan te nemen.
Vlak na het afscheid van Doe Maar noemde Henny Vrienten "Doris Day" het slechtste wat hij ooit geschreven had. Later is hij van deze mening teruggekomen.
In 1982 bracht Doe Maar ook een dub-versie van Doris Day en Andere Stukken uit, getiteld Doe De Dub - Discodubversie.

## Nummers
| Nr. | Titel        | Schrijver(s)   | Duur |
| --- | ------------ | -------------- | ---- |
| 1.  | Is dit alles | Henny Vrienten | 5:21 |
| 2.  | Belle Hélène | Ernst Jansz    | 2:47 |
| 3.  | Vergeet me   | Henny Vrienten | 2:49 |
| 4.  | Situatie     | Ernst Jansz    | 4:22 |
| 5.  | Okee         | Henny Vrienten | 3:03 |
| 6.  | Winnetoe     | Jan Hendriks   | 3:16 |

| Nr. | Titel           | Schrijver(s)                      | Duur |
| --- | --------------- | --------------------------------- | ---- |
| 1.  | Doris Day       | Henny Vrienten, Eric van de Boorn | 3:48 |
| 2.  | Radeloos        | Henny Vrienten                    | 4:04 |
| 3.  | De eerste x     | Ernst Jansz                       | 2:26 |
| 4.  | Tijd genoeg     | Ernst Jansz                       | 4:05 |
| 5.  | Liever dan lief | Henny Vrienten                    | 3:13 |
| 6.  | Nachtmerrie     | Ernst Jansz, Joost Belinfante     | 3:57 |